# Her Majesty's Armed Vessel
Ozbrojená Loď Jejího nebo Jeho Veličenstva (HMAV) byl lodní prefix používaný dříve pro některé lodě Královského námořnictva (Royal Navy).
Prefix HMAV nyní znamená Loď Armády Jeho nebo Jejího Veličenstva.